# Jochen Mohr

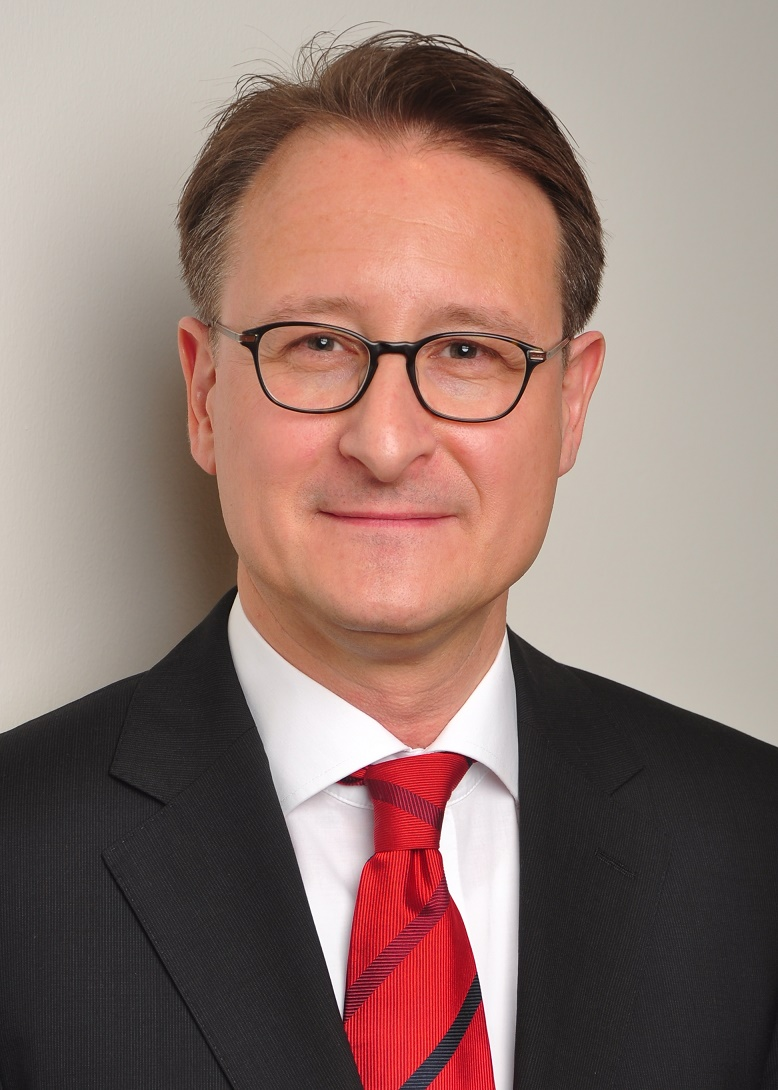
Jochen Mohr

Jochen Mohr (* 26. Oktober 1969 in Heidelberg) ist ein deutscher Rechtswissenschaftler und Professor für Zivilrecht und Wirtschaftsrecht an der Juristenfakultät der Universität Leipzig. Seit dem 1. Juli 2018 ist Jochen Mohr zudem geschäftsführender Direktor des Instituts für Energie- und Regulierungsrecht Berlin e. V. (Enreg).

## Leben
Nach einer Berufsausbildung zum Industriekaufmann bei der Siemens AG in Mannheim und Berlin (Stammhauslehre) studierte Mohr von 1992 bis 1997 Rechtswissenschaft an der Freien Universität Berlin. Hiernach absolvierte er sein Referendariat am Kammergericht Berlin und schloss dieses mit der zweiten juristischen Staatsprüfung im Jahr 2000 ab.
Im Jahr 2002 wurde Mohr von der Juristischen Fakultät der Freien Universität Berlin zum Dr. iur. promoviert.
Im Anschluss an eine Tätigkeit als Rechtsanwalt und wissenschaftlicher Mitarbeiter wurde ihm im Februar 2014 vom Fachbereich Rechtswissenschaft der Freien Universität Berlin die Lehrbefugnis in den Fächern Bürgerliches Recht, Wettbewerbs- und Energierecht, Regulierungsrecht sowie Arbeitsrecht verliehen.
Zwischen Februar 2014 und August 2017 war Jochen Mohr Inhaber des Lehrstuhls (W3) für Bürgerliches Recht, Kartellrecht, Energierecht und Arbeitsrecht an der Juristischen Fakultät der Technischen Universität Dresden sowie Direktor des dortigen Instituts für Kartellrecht, Energierecht und Telekommunikationsrecht.
Seit dem 1. September 2017 ist er an der Universität Leipzig tätig, wo er aktuell Inhaber des Lehrstuhls (W3) für Bürgerliches Recht, Wettbewerbsrecht, Energierecht, Regulierungsrecht und Arbeitsrecht sowie geschäftsführender Direktor des Instituts für Energie- und Regulierungsrecht ist.
Mohr war zwischen Juni 2016 und August 2019 im zweiten Hauptamt Richter im 3. Kartellsenat des Oberlandesgerichts Düsseldorf, der sich schwerpunktmäßig mit energiewirtschaftsrechtlichen Fragestellungen befasst.
Am 1. Juli 2018 hat er die Leitung des Instituts für Energie- und Regulierungsrecht Berlin e. V. (Enreg) übernommen.
Jochen Mohr ist Mitglied der Zivilrechtslehrervereinigung und der Vereinigung der Arbeitsrechtslehrer. Seit September 2018 ist Jochen Mohr Mitglied des Vorstandes der Wissenschaftlichen Vereinigung für das gesamte Regulierungsrecht.

## Schriftenverzeichnis (Auswahl)
- Sicherung der Vertragsfreiheit durch Wettbewerbs- und Regulierungsrecht, Habilitationsschrift, 2015, Mohr Siebeck Jus Privatum 196, ISBN 978-3-16-153513-0 (Rezensionen von Karl Riesenhuber, Archiv des öffentlichen Rechts (AöR) 141 (2016), S. 162 ff., sowie von Harm Peter Westermann, JuristenZeitung (JZ) 2017, S. 838 ff.)
- Schutz vor Diskriminierungen im Europäischen Arbeitsrecht, Dissertation 2004, Duncker und Humblot, ISBN 978-3-428-11067-4
- Allgemeines Gleichbehandlungsgesetz (AGG) – Kommentar zum AGG und zu den anderen Diskriminierungsverboten, 2. Auflage 2011, gemeinsam mit Klaus Adomeit, Boorberg Verlag, ISBN 978-3-415-04656-6
- Rechts- und Wirtschaftsphilosophie, gemeinsam mit Klaus Adomeit, 4. Auflage 2017, C.F. Müller, ISBN 978-3-8114-4512-3
- Konzessionsverträge im System des europäischen und deutschen Wettbewerbsrechts, gemeinsam mit Franz Jürgen Säcker und Maik Wolf, Peter Lang Verlag, ISBN 978-3-631-60605-6
- Kommentierung der §§ 1018 bis 1029 BGB, der §§ 1090 bis 1092 BGB und der §§ 1105 bis 1112 BGB, in: Münchener Kommentar zum Bürgerlichen Gesetzbuch, Band 7, Sachenrecht, 7. Auflage 2017, Beck Verlag ISBN 978-3-406-66546-2
- Kommentierung von Art. 21 und 23 der EU-Grundrechtecharta sowie der Richtlinien 2000/43/EG, 2000/78/EG, 2006/54/EG und 2010/41/EU, in: Kommentar zum Europäischen Arbeitsrecht, 1. Aufl. 2016, Beck Verlag ISBN 978-3-406-67296-5
- Kommentierung der §§ 8 bis 10e EnWG, gemeinsam mit Franz Jürgen Säcker, in: Berliner Kommentar zum Energierecht, 3. Auflage 2014, Band 1, dfv Mediengruppe ISBN 978-3-8005-1567-7
- Kommentierungen der §§ 8-10 EnWG; §§ 1, 2, 4 und 5 EEG 2017; § 29 GWB und der Stromnetzentgeltverordnung (StromNEV) in Säcker (Hrsg.) Berliner Kommentar zum Energierecht, 4. Auflage 2018, Band 2, dfv Mediengruppe ISBN 978-3-8005-1653-7
- Kommentierung der §§ §§ 101, 105, 110 bis 112 GWB, §§ 148 bis 154 GWB, in: Münchener Kommentar zum Europäischen und Deutschen Wettbewerbsrecht, Band 3: Vergaberecht I, 2. Auflage 2018, Beck Verlag, ISBN 978-3-406-65463-3
- Bezweckte und bewirkte Wettbewerbsbeschränkungen gemäß Art. 101 Abs. 1 AEUV, in Zeitschrift für Wettbewerbsrecht (ZWeR) 2015, S. 1–20, ISSN (Print) 1611-1